# Vilija Targamadzė

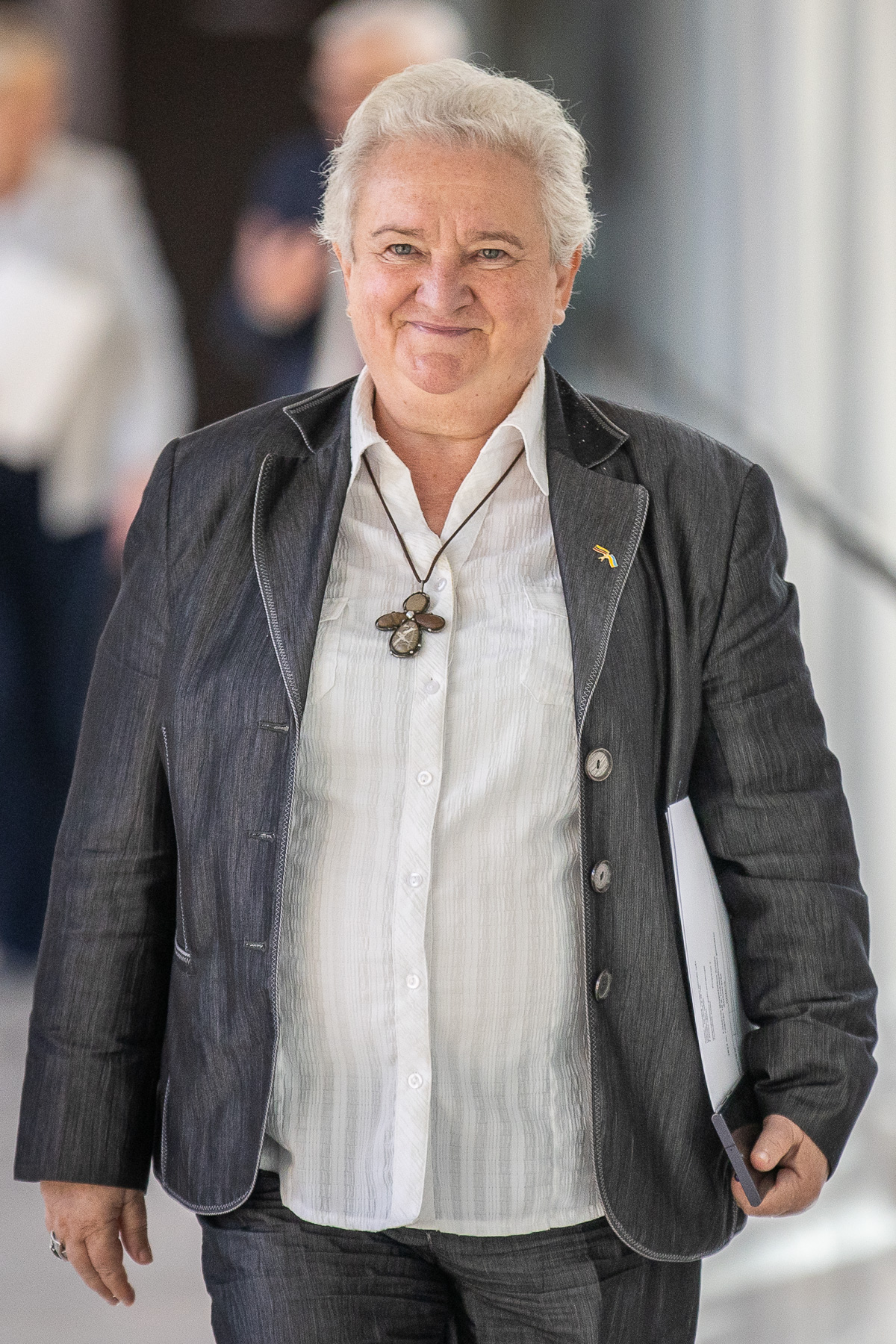
Vilija Targamadzė, 2023

Vilija Targamadzė (* 31. März 1958 in Šilutė) ist eine litauische linke Politikerin und Seimas-Mitglied.

## Leben
Nach dem Abitur 1976 an der Mittelschule Panevėžys schloss Vilija Targamadzė von 1976 bis 1981 das pädagogische  Diplomstudium der Biologie sowie Landwirtschaft ab. 1994 promovierte sie und 2000 habilitierte in Bildungswissenschaften an der Litauischen Pädagogischen Universität in der litauischen Hauptstadt Vilnius.
Von 1981 bis 1990 lehrte Targamadzė am  Technikum der Leichtindustrie Vilnius (jetzt Kolleg Vilnius), von 1990 bis 2000 und von 2006 bis 2020 an der Lietuvos edukologijos universitetas, von 1992 bis 2000 an der Technischen Universität Kaunas, von 2000 bis 2002 an der Vytautas-Magnus-Universität, von 2002 bis 2006 an der Universität Klaipėda und von 2002 bis 2020 an der Universität Vilnius.
Von 2002 bis 2006 arbeitete Targamadzė als Professorin und Prorektorin für Entwicklung und internationale Beziehungen der Universität Klaipėda. Von 2008 bis 2020 war sie Professorin und von 2013 bis 2016 Leiterin der Abteilung für angewandte Wissenschaft und Beratungstätigkeiten am Kolleg für Technologien und Design Vilnius. Seit 2020  ist Vilija Targamadzė Mitglied im 13. Seimas, Mitglied  des Ausschusses für Bildung, Wissenschaft und Kultur.
Targamadzė ist Mitglied der LSDP. Von  2010 bis 2011 war sie Vorsitzende des litauischen Verbandes der Gewerkschaften im Sektor der Bildung und Wissenschaft.